# Rountzenheim
Rountzenheim is een plaats en voormalige gemeente in het Franse departement Bas-Rhin in de regio Grand Est en telt 976 inwoners (1999).

## Geschiedenis
Tot 1 januari 2015 maakte de gemeente deel uit van het arrondissement Haguenau totdat dit werd samengevoegd met het arrondissement Wissembourg tot het arrondissement Haguenau-Wissembourg.
Op 1 januari 2019 fuseerde Rountzenheim met Auenheim tot de commune nouvelle Rountzenheim-Auenheim.

## Geografie
De oppervlakte van Rountzenheim bedraagt 6,7 km², de bevolkingsdichtheid is 145,7 inwoners per km².
De onderstaande kaart toont de ligging van Rountzenheim met de belangrijkste infrastructuur en aangrenzende gemeenten.

## Demografie
Onderstaande figuur toont het verloop van het inwonertal (bron: INSEE-tellingen).